# حيدر كياني
حيدر كياني (من مواليد 27 يونيو 1986) هو لاعب كريكيت فلبيني يلعب لمنتخب الكريكيت الفلبيني .  في مارس 2019 ، تم اختياره في تشكيلة الفلبين للنهائيات الإقليمية لبطولة تصفيات كأس العالم لشرق آسيا والمحيط الهادئ .  ظهر لأول مرة في لعبة (T20I) للفلبين ضد بابوا غينيا الجديدة في 22 مارس 2019. 